# Raymond Uyttersprot
Raymond Clemens Uyttersprot (Moorsel, 12 november 1935 – Gent, 22 maart 1987) was een Belgisch politicus voor de CVP. Hij was burgemeester van Moorsel en van Aalst.

## Levensloop
Hij was burgemeester van Moorsel van 1965 tot de gemeentefusie met Aalst in 1976. Tevens was hij Oost-Vlaams provincieraadslid vanaf 1968. In 1983 werd hij aangesteld als burgemeester van Aalst in opvolging van Louis D'Haeseleer (PVV), een mandaat dat hij uitoefende tot zijn overlijden in 1987. Zelf werd hij opgevolgd door Maurice De Kerpel.
Uyttersprot was voorzitter Koninklijke Harmonie Sinte Cecilia te Moorsel van 1962 tot 1970 en van 1977 tot 1987.
Hij was getrouwd met Suzanne Moortgat. Hun dochter Ilse Uyttersprot werd ook burgemeester van Aalst. Na de moord op Ilse Uyttersprot in 2020 ging Moortgat in de politiek, eveneens bij de CD&V in Aalst, voor de gemeenteraadsverkiezingen van 2024.